# Test de l'élan
Pour les articles homonymes, voir Baïonnette.

Schéma du test de l’élan.

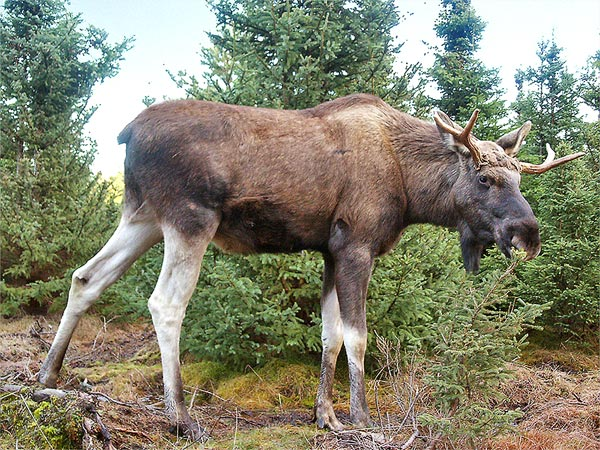
Ce test est destiné à vérifier la capacité d'un véhicule à éviter un élan sur la route.

Le test de l'élan ou test de la baïonnette (suédois : Undanmanöverprov (familier : Älgtest), anglais : moose test) est un test d'évitement d'obstacle effectué pour déterminer dans quelle mesure un véhicule peut éviter un obstacle apparaissant soudainement (tel qu'un animal comme l'élan). Il consiste à donner un brusque coup de volant à gauche, puis à droite, et à observer le comportement du véhicule.
Ce test, défini depuis 1999 par la norme ISO 3888-2, est internationalement connu depuis que le magazine automobile suédois Teknikens Värld et l'émission de télévision Trafikmagasinet ont montré une Mercedes-Benz Classe A (Type 168) sur le toit à l'issue de sa réalisation en 1997.

Depuis 2024 c’est un constructeur Chinois qui a détrôné Citroën en l’occurrence IM avec sa L6 qui a réussi à passer le test à une vitesse de 90,96 km/h comme le relaie IT Home. 

## Historique et enjeux
Ce type de test est effectué en Suède depuis les années 1970.
Un enjeu consiste à l'intégrer dans d'autres normes en vue de standardiser l’aide à la conduite automobile (ADAS, advanced driver-assistance systems).
Note : le système automatisé de maintien de trajectoire (ALKS, automated lane keeping system) est — selon la norme — susceptible de devoir faire des manœuvres d’évitement.[réf. nécessaire]

## Objectif de l'essai
Le test est construit pour simuler, par exemple, une voiture débouchant en marche arrière ou un enfant se précipitant sur la route,. En effet, il est plus probable que l'élan continue de traverser la route que de rester sur place ou de faire demi-tour, il est donc conseillé de freiner et d'essayer de passer derrière l'animal plutôt que devant lui.

## Modalités d'exécution du test
Le test est effectué sur une chaussée sèche. Les cônes de signalisation sont placés en forme de chicane pour simuler et délimiter un obstacle, la route et les bords de route.
La voiture est testée à pleine charge, c'est-à-dire emportant le conducteur, tous les passagers ainsi que des poids dans le coffre afin d'atteindre la charge maximale admissible.
Le véhicule lancé, le conducteur fait un écart sur la voie de gauche pour éviter l'obstacle puis revient immédiatement sur sa voie afin d'éviter un éventuel véhicule en sens inverse. Le test est répété à une vitesse accrue jusqu'à ce que la voiture dérape, renverse des cônes ou se retourne. Cela se produit généralement à des vitesses d'environ 70-80 km/h.
Cet essai a été spécifié en Allemagne par la VDA avant d'être publié en tant que norme'ISO 3888-2 — Voitures particulières — Piste d'essai de déboîtement latéral brusque - Partie 2 : évitement d'obstacle,,.

## Essai de la Mercedes Classe A Type 168 (1997)

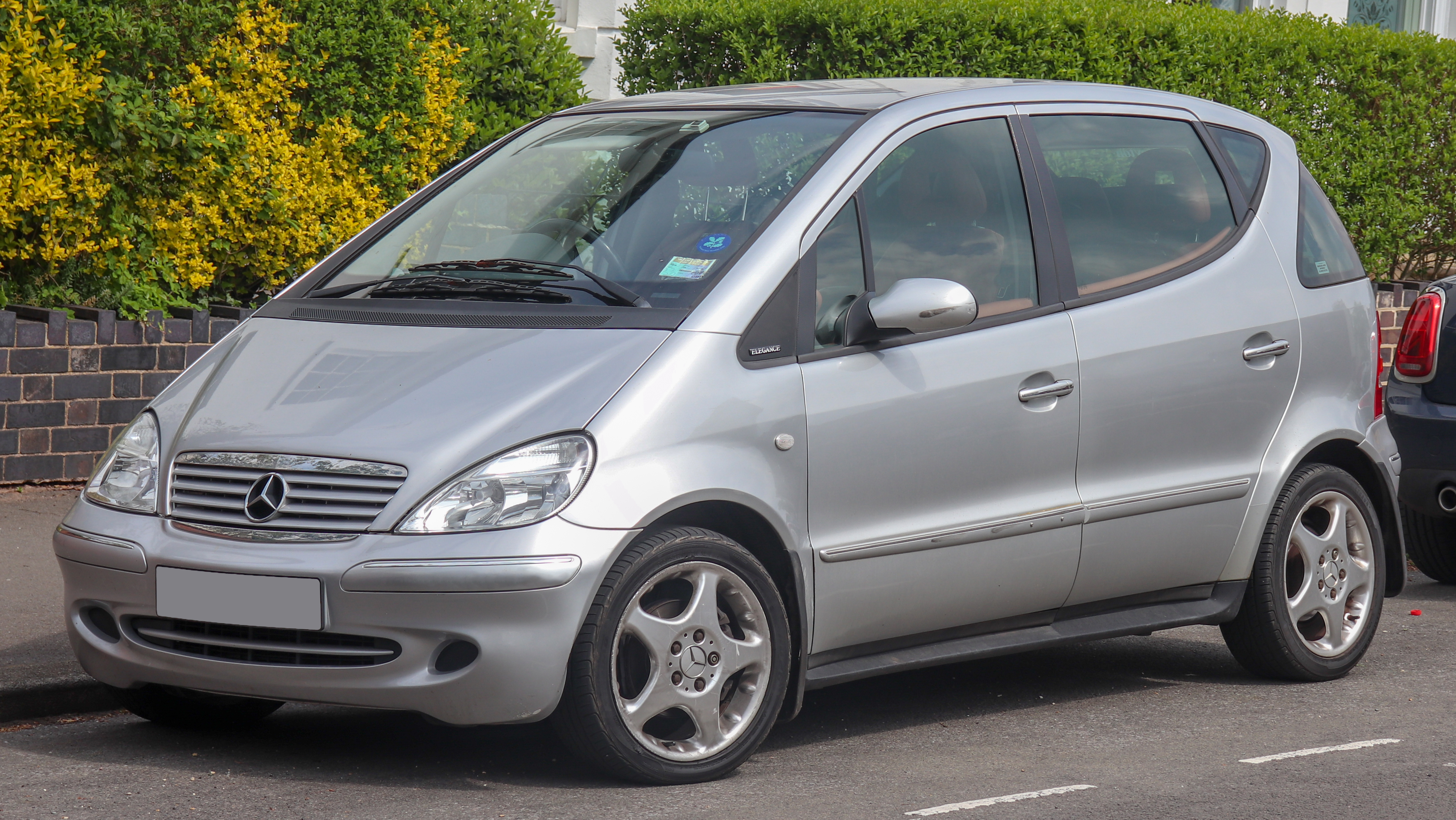
Une Mercedes Classe A Type 168 (ou A160).

Le 21 octobre 1997, le journaliste Robert Collin du magazine automobile Teknikens Värld a provoqué le retournement de la nouvelle Mercedes-Benz Classe A lors du test de l'élan à 60 km/h, tandis qu'une Trabant — une voiture beaucoup plus ancienne et largement moquée de l'ancienne Allemagne de l'Est — l'a parfaitement réussi,.
Lors d'un entretien à Süddeutsche Zeitung, le journaliste a expliqué ce test comme étant la manœuvre d'évitement d'un élan sur la route. Le test a donc été appelé Elchtest (« test de l'élan »).
Mercedes-Benz a d'abord nié le problème puis a pris la décision de rappeler toutes les Classe A Type 168 vendues (2 600 véhicules), d'en reconstruire 17 000 et de suspendre les ventes pendant trois mois jusqu'à ce que le problème soit résolu par l'adjonction d’un correcteur électronique de trajectoire et la modification de la suspension,,. L'entreprise a dépensé 2,5 milliards de DM pour développer la voiture, et 300 millions de DM supplémentaires pour la réparer.

## Tests réalisés en Suède
Le magazine automobile suédois Teknikens Värld réalise ce test de l'élan avec « des centaines de voitures chaque année ». Il en publie les résultats depuis 1983 sur son site Web.
Au 4 mars 2021, la Citroën Xantia Activa V6 détient le record depuis 1999, battant des voitures telles que la McLaren 675 LT 2017, l'Audi R8 V10 Plus 2017, ou la Porsche 911 type 991. La Citroën a passé le test à 85 km/h, la Nissan Qashqai DIG-T 160 Acenta ayant réalisé la seconde meilleure performance à 84 km/h,. La Xantia Activa est testée à nouveau en 2021, cette fois-ci en Espagne et selon la norme ISO 3888-2 : malgré des pneus Michelin Pilot Sport 4, il est impossible de dépasser 73 km/h. C'est bien moins que le test de Teknikens Värld, mais tout de même très bon pour une voiture familiale sortie en 1995, et sans ESP.

## Test de collision
L'élan est commun en Suède, en Norvège, en Finlande, dans le nord de la Russie, au Canada et en Alaska mais n'apparaît pas dans les pays situés plus au sud.
En raison du poids élevé de l'animal et de ses longues pattes, les collisions avec l'élan sont particulièrement dangereuses pour les personnes en voiture. Volvo et Saab ont pour tradition de tenir compte des collisions d'élan lors de la construction de leurs voitures.
L'Institut national suédois de recherche sur les routes et les transports a mis au point un mannequin de test de collision pour les élans baptisé « Mooses ». Le mannequin (fabriqué avec une masse, un centre de gravité et des dimensions similaires à ceux d'un animal vivant) est utilisé pour recréer des collisions réalistes.
Les constructeurs automobiles australiens utilisent des mannequins kangourous de crash test pour des raisons similaires.